# Budai II László Stadion
A Budai II László Stadion Budapest XV. kerületének legnagyobb labdarúgópályája, 7500 néző befogadására képes. Hazai klubja, a REAC az Nb3 szereplője és az 1. FC Femina a női NB I résztvevője.

## Címe
1151 Budapest, Széchenyi tér 8 - 10. (1949 és 1991 között Czabán Samu tér)

## Története
Korábban a Volán vállalat stadionja volt. Bár a XV. kerület legnagyobb stadionja, mára eléggé elavulttá vált. Mindössze 1200 ülőhely található benne, betonlelátói sincsenek jó állapotban, és 2008-ig a játéktérnek mesterséges megvilágítása sem volt.